# Роккі Бальбоа (персонаж)

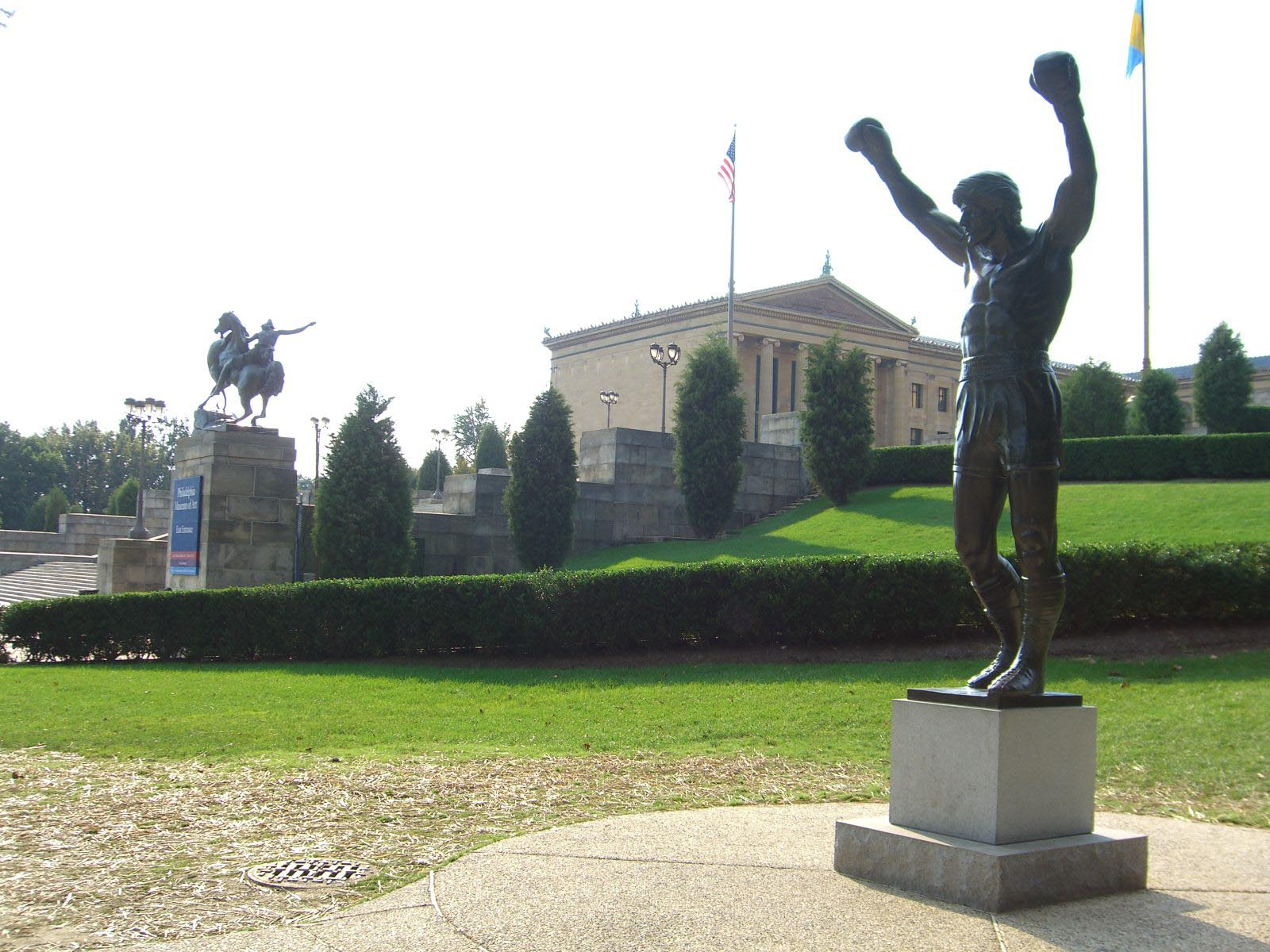
Статуя Роккі Бальбоа в Філадельфії

Сильвестр Сталлоне.
Роберт (Роккі) Бальбоа (нар. 6 липня 1945, Філадельфія, США) — професійний боксер, вигаданий персонаж серії фільмів «Роккі». Виконавець ролі — Сільвестер Сталлоне. Прототипами персонажа є Роккі Марчіано, Чак Вепнер і Джо Фрейзер.

## Вигадана біографія
Роккі Бальбоа був єдиною дитиною в італо-американській сім'ї. Народився 6 липня 1945 року, ретельно навчався, таким чином він хотів стати схожим на свого кумира, Роккі Марчіано. Змушений жити на невелику зарплату, беручи участь у поєдинках місцевого клубу і нездатний знайти роботу де-небудь ще, Роккі отримав роботу колектора для Тоні Гаццо, місцевого лихваря, тільки щоб зводити кінці з кінцями.
Його прізвисько — Італійський жеребець, яке він придумав собі через своє італійське походження.

## Особисте життя
Роккі Бальбоа одружується на Адріані Пенніно на початку 1977 року, це можна було побачити у фільмі «Роккі 2». Але пізніше Адріана померла від раку. Вони були одружені протягом 26 років. У них є син Роберт (Роккі) Бальбоа-молодший, який, на відміну від батька, більше приймає ім'я Роберт. Він народився в 1976 році, як свідчать його бесіди зі священиком, отцем Карміні. Роккі розуміє італійську мову дуже добре; проте невідомо, чи говорить він мовою сам, бо відповідає отцю Карміні англійською. Також Роккі має власний ресторан «У Адріани», названий на честь дружини.

## Факти
- Роккі Бальбоа був названий 7-им із 100 великих героїв за 100 років.
- Персонаж Роккі увічнений бронзовою статуєю, встановленої біля Сходів Роккі у Філадельфії, з відомої сцени у фільмі Роккі.
- У грудні 2010 року було оголошено, що персонаж Роккі Бальбоа повинні ввести до залу слави боксу. У 2011 році Роккі Бальбоа був введений до залу слави.

## Цитати
- Страх — найкращий друг боксера! І тут нема чого соромитися… Страх, як вогонь, горить всередині тебе. Якщо навчишся його контролювати — ти відчуєш жар у грудях, але якщо він буде контролювати тебе — він спалить і тебе і все навколо. Найгірша річ у боксі — це ранок після поєдинку. Після бою ти одна суцільна рана. Хочеться викликати таксі, щоб до туалету добратися.